# Kenia en los Juegos Olímpicos de Tokio 1964
Kenia estuvo representada en los Juegos Olímpicos de Tokio 1964 por un total de 37 deportistas que compitieron en 5 deportes.  
El portador de la bandera en la ceremonia de apertura fue el atleta Seraphino Antao.

## Medallistas
El equipo olímpico keniano obtuvo las siguientes medallas:
| Nombre          | Deporte   | Competición |
| --------------- | --------- | ----------- |
| Oro             |           |             |
| —               |           |             |
| Plata           |           |             |
| —               |           |             |
| Bronce          |           |             |
| Wilson Kiprugut | Atletismo | 800 m M     |